# Her Decision
Her Decision is een Amerikaanse dramafilm uit 1918 onder regie van Jack Conway. De film is wellicht zoekgeraakt.

## Verhaal
Inah Dunbar verkeert in financiële nood. Haar zus Phyllis wendt zich tot haar chef Martin Rankin, die altijd een oogje op haar heeft gehad. Ze wil met hem trouwen op voorwaarde dat hij haar zus helpt. Martin belooft dat hij Phyllis haar vrijheid zal teruggeven, als ze na één jaar huwelijk nog steeds niet van hem houdt. Uiteindelijk wordt Phyllis echt verliefd op hem.

## Rolverdeling
| Acteur           | Personage      |
| ---------------- | -------------- |
| Gloria Swanson   | Phyllis Dunbar |
| J. Barney Sherry | Martin Rankin  |
| Darrell Foss     | Bobbie Warner  |
| Ann Forrest      | Inah Dunbar    |